# Sass Flóra
Sass Flóra, Lady Florence Baker (Nagyenyed, (Erdély) 1841. augusztus 6. – Sandford Orleight, Devon, 1916. március 11.) magyar származású felfedező, Afrika-kutató. Samuel White Baker felfedező második felesége. A magyar felfedezőnőt az afrikaiak a Myadue, azaz Hajnalcsillag névvel illették.

## Élete
1841. augusztus 6-án született, de egyes források szerint 1842-ben látta meg a napvilágot Háromszék vidékén, esetleg Sepsiszentgyörgyön. Kecskemétről származó családja, amely 1703-ban nyert nemesi kiváltságot, a 19. század folyamán az ország különböző részeire telepedett szét. Az Erdélybe költöző ág is többfelé osztódott: Sepsiszentgyörgy, Kisenyed, Barót és Zalatna helységekbe. Szüleit és fivérét 1848 őszén a magyarok ellen felbujtott oláh parasztok meggyilkolták. A kisleány csak úgy maradt életben, hogy oláh dajkája a magáénak vallotta. Az árvát egy jószívű örmény család vette magához. Innen ered időnként használt Finnián családi neve. „Második apja” őrnagyi rangban végigharcolta Bem seregében az erdélyi hadjáratot.
A szabadságharc bukása után Törökországba menekült az egész család, Vidinben a kislány Flóra eltűnt, és tíz évig rabszolga volt. 1859 januárjában Samuel White Baker angol mérnök megvásárolta és feleségül vette, ettől kezdve Flóra hűséges társa lett Bakernek.

## Utazásaik
Különös módon szerzett asszonyával Baker nem kívánt azonnal a hazájába utazni. Elhatározta, hogy előbb Afrikába tesznek egy vadászkirándulást. A hírlapokból értesült, hogy honfitársai, James Augustus Grant és John Hanning Speke a Nílus forrását kutatják. Végül úgy határozott, hogy vadászút helyett a Nílus forrásának felderítésére utazik feleségével, a saját költségén felszerelt expedícióval.
1861. április 15-én indultak Kairóból, felfelé a Níluson. Kísérőik fellázadtak az embertelen körülmények miatt, és majdnem megölték őket, Lady Baker türelme és rábeszélőképessége mentette meg őket. Flóra és Baker gondoskodása adott új erőt Gondokoróban a végsőkig elcsigázva visszatérő Grantnek és Speke-nek. Tőlük értesültek arról, hogy a Fehér-Nílus forrását Granték a Viktória-tóban vélték felfedezni. „Hátha maradt számomra is egy babérlevél a fán”, reménykedett Baker, és tovább folytatta útját.
1864. március 14-én jutottak el az Albert-tóhoz, melyet Baker és Sass fedezett fel, s keresztelt el Viktória királynő elhunyt férjéről. A felfedezők az Albert-tóban megtalálták a Nílus második forrását. Ekkor úgy tűnt, hogy a Nílus forrásainak Néró óta kutatott problémája megoldást nyert. Később azonban kiderült, hogy Bakerék felfedezése nem teljes. Az évezredes Nílus-rejtélyt véglegesen csak a belga Bruckhardt–Waldecker-féle expedíció tisztázta 1934-ben. A felfedezőket nagy ünnepléssel fogadták a brit fővárosban. Bakert a királynő lovaggá ütötte, Flóráról azonban tudomást sem vett, annak ellenére, hogy hivatalosan mindenütt elismerték érdemeit ebben a szenzációs földrajzi felfedezésben.
1889-ben a walesi herceg kérésére ismét útra keltek. Anglia szerette volna meghódítani a Szudántól délre fekvő afrikai királyságokat és ebben kérte Samuel Baker segítségét. Küldetésük csak részben sikerült, a rabszolgaságot sem sikerült teljesen megszüntetniük. A bennszülöttek csodálták Sass Flórát a szőke haja miatt, emiatt elnevezték Hajnalcsillagnak (Myadue).

## Felfedezéseik

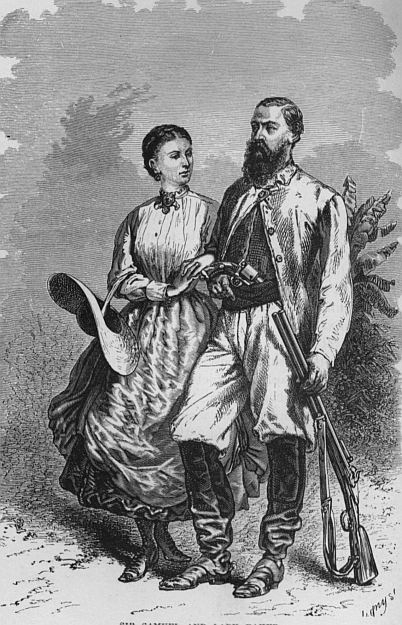
Férjével Afrikában

1. Albert-tó – itt véli felfedezni Baker a Nílus második forrását
2. Murchison-vízesés (az Albert-tó előtt található)

## Sass Flóra utolsó évei
Teljes nyugalomban és csöndben élt férjével a dél-angliai Devonshire-ben. Baker 1893-ban halt meg, Sass Flóra 1916-ban követte őt, a hamvaikat tartalmazó szarkofág Grimleyben, egy Worcester környéki falucska templomkertjében van elhelyezve.
Utazásaik történetét, kalandjait, viszontagságait mind Sass Flóra naplójából ismerjük, amely közel száz év múlva került csak elő. Írását nem a nyilvánosság számára írta, de ennél hitelesebb és életközelibb írás a fekete kontinens életéről, gyarmatosításáról, az ott élő bennszülöttek hétköznapjairól még nem látott napvilágot.

## Emlékezete
2019. március 4-én a Magyar Afrika Társaság kezdeményezésére Kövér László emléktáblát avatott Sass Flóra tiszteletére a Nílus partján, az ugandai Murchison-vízesés Nemzeti Parkban.
Nevét őrzi a 601036 Sassflóra kisbolygó.

## Műve
- Sass Flóra naplójából részleteket közölt Anne Baker: Morning Star című, Londonban, 1972-ben megjelent könyve. Magyarul – Anne Baker: Rabszolgák földjén. Egy magyar nő felfedezők és rabszolgák között 1870–1873. Budapest, 1987.